# Sant Julià d'Úixols
Sant Julià d'Úixols és una església romànica que fou centre d'una parròquia sufragània. És en el terme municipal de Castellterçol, a la comarca del Moianès. És al racó sud-oest del terme municipal, a prop del límit amb els termes de Granera i de Gallifa. Fou sufragània de primer de Sant Martí de Granera i més tard de Sant Fruitós de Castellterçol. És una obra inclosa a l'Inventari del Patrimoni Arquitectònic de Catalunya.

## Descripció
L'església original del segle x ha estat molt modificada al llarg del temps, l'únic element original que es conserva és el campanar. L'edifici està format per un cos rectangular amb capelles afegides. El temple tenia una estructura de capçalera en trèvol, amb tres absidioles, però només es conserva una d'elles.
La porta es troba a la façana sud damunt la qual hi ha el campanar de planta quadrada i de forma troncopiramidal. Està cobert per una teulada de quatre vessants que es recolza sobre una cúpula amb trompes. La composició de les façanes és resolta amb un doble nivell de finestres que han estat paredades; les del nivell més alt són geminades i la columna central té un capitell troncopiramidal invertit. La planta baixa del campanar quadrangular, romànic, té les quatre façanes obertes per arcs que arrenquen de senzilles impostes; a causa de transformacions posteriors els arcs de les façanes nord i est han estat tancades.

## Història
La domus sancti Iuliani surt esmentada entre el 940 i el 961 com a punt de referència en compres fetes pel levita Guadamir. Estava vinculada a la parròquia de Castellterçol, amb la qual fou cedida al monestir de l'Estany el 1130. Després del despoblament del segle xiv deixà de tenir sacerdot propi i estigué vinculada a la parròquia de Granera, fins que, poc abans de 1550, retornà a Castellterçol.
Va patir reformes i ampliacions als segles xvii i XVIII. La rectoria o casa del guarda de l'església es va fer el 1667 i fou víctima d'un incendi el 1975.